# Metoda Shettlesa
Ten artykuł opisuje teorie, metody lub czynności niezgodne ze współczesną wiedzą medyczną.
Metoda Shettles'a – koncepcja mająca wedle jej zwolenników pomagać w określeniu płci dziecka. Metoda ta została opracowana przez doktora Landruma B. Shettles'a, pioniera w dziedzinie zapłodnień in vitro. Doktor Shettles wynalazł tę metodę w roku 1960 i opublikował w książce "Jak wybrać płeć dziecka", napisaną wspólnie z Davidem Rorvik. Książka po raz pierwszy została opublikowana w 1971 roku i doczekała się wielu wydań.
Stosując różne metody opisane w tej książce, para starająca się o dziecko może wedle autora mieć wpływ na prawdopodobieństwo posiadania chłopca lub dziewczynki. Zwolennicy tej metody twierdzą, że jej skuteczność oscyluje między 75% a 90%, jednak eksperci mają wątpliwości, np. w artykule z 1995 roku "Czas współżycia seksualnego w odniesieniu do wpływu owulacji na prawdopodobieństwo poczęcia, donoszenia ciąży i płci dziecka", magazyn New England Journal of Medicine stwierdza, że "w praktyce czas współżycia płciowego w stosunku do owulacji nie ma wpływu na płeć dziecka". Jednakże w tym samym magazynie New England Journal of Medicine, były wcześniej przeprowadzane bardziej obszerne badania na ten temat (1979r.) które pokazują "[nasze] badania ... wykazują, że zapłodnienie w różnych dniach cyklu miesiączkowego ma wpływ na płeć dziecka". Tak różne opinie, nawet w tym samym magazynie pokazują, że potrzebne są kolejne badania, które potwierdzą, że moment zapłodnienia ma wpływ na określenie płci dziecka. W publikacji BMJ z 2006 roku została podjęta próba wyjaśnienia tej sprawy "jak dotąd badaniom nie udało się wykazać morfologicznej różnicy między plemnikiem X and Y", co dyskwalifikowałoby metodę Shettles'a. Jednakże dalsze badania są potrzebne.

## Koncepcja
Plemniki z chromosomem Y są szybsze, ale mniej wytrzymałe od plemników niosących chromosom X. Ponadto kwaśne środowisko jest niekorzystne dla plemników z chromosomem Y, zgodnie z tym założeniem łatwiej jest spłodzić dziewczynkę. Metoda Shettles'a wykorzystywać ma właśnie te dwa czynniki.